# Vladimír Čech (spisovatel)
Vladimír Čech (25. října 1848 Peruc – 5. července 1905 Bad Reichenhall) byl český hospodář, pedagog, novinář, podnikatel, politik, spisovatel, básník, člen Sokola, od roku 1901 až do své smrti starosta města Velké Meziříčí, bratr a spolupracovník básníka a spisovatele Svatopluka Čecha. Podílel se na vydávání časopisu Květy, který jistou dobu také redigoval jako šéfredaktor. V pozdějších letech života pak začal rovněž samostatně publikovat kratší literární útvary uveřejňované pod pseudonymy.

## Život
Narodil se ve středočeské Peruci, rodišti svého otce. Otec František Jaroslav Čech (1817 Peruc – 1877 Slupka, Bukovina) byl panský hospodářský správce a český vlastenec, matka Klára, rozená Raková. Otec působil v letech 1848–1849 v době konání Kroměřížského sněmu v Kroměříži jako novinář. Povolání a vlastenectví otce byly důvodem častého stěhování. Dětství prožil v Ostředku na Benešovsku, Jezeře, Střížkově a Postupicích a v Litni na Berounsku. Školy Vladimír navštěvoval ve Vraném, Litoměřicích a Slaném, kde nastoupil do prvního ročníku gymnázia. Posléze přestoupil na piaristické gymnázium v Praze, které navštěvoval též Svatopluk. Následně se zaměřil na studia hospodářství a potravinářství (cukrovarnictví), mj. na Hospodářské škole v Táboře a na pražské techtice.
První pracovní zkušenosti sbíral mj. ve Vraném, Slaném, roku 1870 pak odešel za prací hospodářského správce do chorvatské části Rakouska-Uherska. Zde pobýval až do roku 1875, kdy přijal místo učitele na rolnické hospodářské škole ve Velkém Meziříči na západní Moravě. Zde se seznámil s Annou Mácovou, dcerou zdejšího majetného mlynáře, se kterou se oženil.

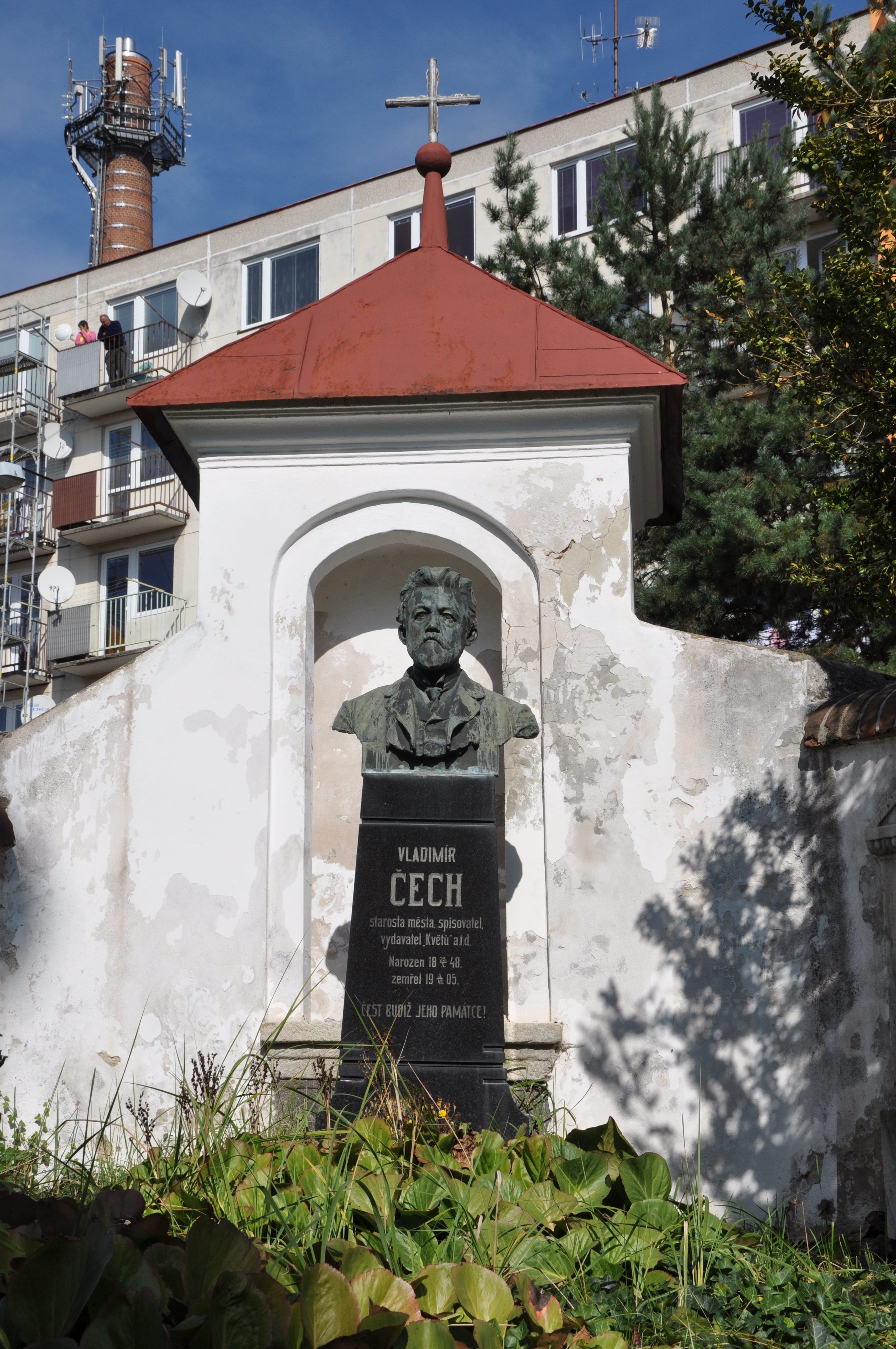
Hrobka Vladimíra Čecha na hřbitově u kostelíka Nejsvětější Trojice ve Velkém Meziříči

Roku 1878 se manželé odstěhovali do Prahy, kde Vladimír Čech spolu s bratrem Svatoplukem a Servácem Hellerem ilustrovaný měsíčník Květy, který svým názvem navazoval na několik předchozích periodik. Vladimír Čech působil jako vydavatel listu. Roku 1886 rozšířil svůj podnik také na nakladatelství, roku 1887 však musel z finančních důvodů svých podnikatelských aktivit zanechat. Navrátil se zpět do Velkého Meziříčí, kde v prostorách vlastněných jeho tchánem vybudoval továrnu na kachlová kamna (roku 1890 vyhořela a nebyla obnovena). Zapojoval se do místního společenského a spolkového života, mj. byl členem a činitelem místní jednoty Sokola. Ve městě pak žil s výjimkou let 1895 až 1896, kdy spravoval majetek bratra Svatopluka v Obříství u Mělníka. Angažoval se rovněž v komunální politice a roku 1901 se stal starostou města.
Již od svých studijních let také psal krátké povídky a básně, které, povětšinou po roce 1890, publikoval, téměř výhradně však pod uměleckými pseudonymy. Roku 1897 se též pokoušel vydávat měsíčník s názvem Svědomí, do kterého přispíval jako jediný, a to pod vícero různými pseudonymy.

### Úmrtí
Zemřel 5. července 1905 při lázeňském pobytu v německém Bad Reichenhallu po vleklé nemoci ve věku 56 let. Pohřben byl v rodinné hrobce umístěné v jednom z rohů starého hřbitova ve Velkém Meziříčí "na Moráni" u kostelíka Nejsvětější Trojice. Jeho náhrobek zdobí busta v nadživotní velikosti.

### Po smrti
Na jeho počest byla pojmenována též jedna z ulic v centru města, Čechova.